# Michal Novák (zápasník)
Michal Novák (* 22. září 1989 Liberec) je český zápasník – klasik.

## Sportovní kariéra
Zápasení se věnoval od 4 let v Chrastavě pod vedením Aloise Stahoně. V 14 letech následoval svého staršího bratra Petra do vrcholového sportovního centra mládeže v Havlíčkově Brodě, kde se připravoval pod vedením Zdeňka Švece. V české mužské reprezentaci se pohyboval od roku 2009 v kategorii do 60 kg a 66 kg. V roce 2012 neuspěl v olympijské kvalifikaci pro start na olympijských hrách v Londýně. Od roku 2013 startoval ve váze do 59 kg. Do olympijského roku 2016 šel opět ve váze do 66 kg. Z kraje jara se však zranil a přišel o kvalifikační turnaje na olympijské hry v Riu.

## Výsledky
| Olympijské hry     | —   |    |    |   | —   |     |     |     | — |     |     |     | — |     |     |  |  |  |  |  |  |  |  |  |  |  |
| Mistrovství světa  |     | —  | —  | — |     | —   | —   | úč. |   | úč. | —   | úč. |   | úč. | —   |  |  |  |  |  |  |  |  |  |  |  |
| Evropské hry       |     |    |    |   |     |     |     |     |   |     |     | úč. |   |     |     |  |  |  |  |  |  |  |  |  |  |  |
| Mistrovství Evropy | —   | —  | —  | — | —   | —   | úč. | —   | — | úč. | úč. | úč. | — | úč. | úč. |  |  |  |  |  |  |  |  |  |  |  |
| MS juniorů         |     | —  | —  | — | 7.  | úč. |     |     |   |     |     |     |   |     |     |  |  |  |  |  |  |  |  |  |  |  |
| ME juniorů         | —   | —  | —  | — | úč. | 5.  |     |     |   |     |     |     |   |     |     |  |  |  |  |  |  |  |  |  |  |  |
| ME dorostenců      | úč. | 8. | 8. |   |     |     |     |     |   |     |     |     |   |     |     |  |  |  |  |  |  |  |  |  |  |  |